# Jabón antibacterial
El jabón antibacterial es cualquier producto de limpieza al que se ha añadido ingredientes antimicrobianos, por lo regular esta sustancia es el triclosán. Estas sustancias químicas matan bacterias y microbios, pero no son más eficaces que otros tipos de jabón o detergente para desactivar los virus. Según un estudio recientemente publicado por la FDA de Estados Unidos, no hay ninguna evidencia de que los productos antibacteriales sean más eficaces que usar jabón normal y agua, y los productos que contienen triclosán no muestran reducción en la transmisión de infecciones respiratorias o gastrointestinales, dado que en la mayoría de los casos los causantes de estos problemas son virus.

## Ingredientes
La mayoría de los jabones líquidos de manos y cuerpo contienen triclosán, triclocarbán y en algunos casos alcohol. Estos están presentes en niveles de conservante, a no ser que el producto esté marcado como antibacterial, antiséptico o germicida. También pueden contener cloruro de benzalconio, cloruro de benzetonio o cloroxilenol.[cita requerida]

## Efecto
Evidencia reciente muestra que los jabones antibacteriales hacen más daño que bien a la persona que los usa y al ambiente puesto que aumentan el riesgo de infección, alteran el bioma intestinal y estimulan a las bacterias para que se vuelvan resistentes a los microbios. Es por eso que estos jabones tienen el efecto deseado en medios hospitalarios –donde el tiempo dedicado a lavarse las manos es suficiente– pero en una lavada de manos de menos de 30 segundos, como es usual en casa, estos productos no tienen el efecto deseado.
Además, el triclosán es resistente a los procesos de saneamiento de aguas servidas, por lo que una buena parte del producto termina en ríos y mares, entorpeciendo la fotosíntesis de algunas algas y se concentra a través de la cadena alimenticia en delfines nariz de botella y otros animales.

## Alternativas
Los jabones tradicionales tienen un efecto antibacterial apenas inferior al de los jabones antibacteriales. Si se quiere un efecto sobre los virus se pueden usar productos que contengan 60% de alcohol, cloruro de benzalconio u otros agentes antibacteriales.[cita requerida]